# Echeveria tencho
Echeveria tencho är en fetbladsväxtart som beskrevs av Reid Venable Moran och C.H.Uhl. Echeveria tencho ingår i släktet Echeveria och familjen fetbladsväxter. Inga underarter finns listade i Catalogue of Life.